# 樂嬰齊
樂嬰齊（?—?），子姓，樂氏，中国春秋时期宋国人，乐父衎的后裔。
前594年（鲁宣公十五年、宋文公十七年、楚庄王二十年），楚庄王因为申舟被杀的事情，讨伐宋国。宋国人派乐婴齐到晋国报急，晋景公想出兵救援宋国。伯宗劝阻：“古人有言：‘虽鞭之长，不及马腹。’上天正保佑楚国，不能与他相争。晋国虽强，能违背上天吗？俗话说：‘高下在心。’河流湖泊里容纳污泥浊水，山林草野里暗藏毒虫猛兽，美玉也藏匿着斑痕，国君也得忍受点耻辱（川泽纳污，山薮藏疾，瑾瑜匿瑕，国君含垢），这是上天的常道。国君等等待时机！”于是，晋景公就停止发兵救宋，派解扬到宋国去，让宋国不要降楚。